# عبدالشکور راشد
عبدالشکور راشد (پشتو: عبدالشکور رشاد؛ زاده ۱۴ نوامبر ۱۹۲۱ قندها- درگذشته ۱ دسامبر ۲۰۰۴) یک استاد، مورخ، پژوهش، نویسنده، و شاعر اهل افغانستان بود. وی بین سال‌های ۱۹۳۴ تا ۱۹۷۸ میلادی فعالیت می‌کرد.